# Gigant (muziekalbum)
Gigant is het derde studioalbum van de Belgische rockband Noordkaap. Het werd in 1994 uitgebracht.

## Achtergrond
Begin jaren 1990 was de rockgroep Noordkaap vooral bekend om haar liveoptredens. Met het album Gigant, wat vaak beschouwd wordt als het beste werk van de band, kreeg Noordkaap ook artistieke erkenning. Het album bevat onder meer het titelnummer "Gigant", wat geïnspireerd werd door een kunstschilder in de psychiatrische instelling van Kortenberg. Het nummer "Panamarenko" is dan weer een verwijzing naar de gelijknamige kunstenaar.

## Nummers
1. Druk In Leuven – 4:52
2. Laat Ons Bidden (Of Beter Nog; Laat Maar Zitten) – 4:13
3. Het Zou Niet Mogen Zijn (Mensenzee) – 3:46
4. Bedland – 4:40
5. Vlaamse Zanger – 3:05
6. Televisiethriller – 3:08
7. Panamarenko – 3:50
8. Gigant – 5:10
9. Alles Wordt Asfalt – 2:20
10. De Buren Hebben Honger – 3:38
11. Verstandig, Wispelturig En Onhandig – 3:18
12. Verloren Dag – 5:02
13. De Belofte Jong Te Sterven – 5:34

## Medewerkers
Noordkaap
- Stijn Meuris – zang
- Lars Van Bambost – gitaar
- Erik Sterckx – basgitaar
- Nico Van Calster – drum
- Wim De Wilde – toetsen

Overige
- Wouter Van Belle – producent, geluidsmix
- Margret Van Den Heuvel – mastering